# 焼きたてのホカホカ
『焼きたてのホカホカ』（やきたてのホカホカ）は、1971年4月3日から日本テレビ系列で放送されたテレビドラマ。当時、人気絶頂だった中山千夏が東京・山の手のパン屋「ヤマトベーカリー」の女店員となり、4人の息子たちと恋のさやあてゲームを演じた他、母・瑞穂と子供たち、店員たちの間の愛情などを描いた。

## キャスト
- 海野幸子：中山千夏
- 大和瑞穂（母親）：乙羽信子
- 大和一郎（長男）：井川比佐志
- 大和二郎（次男）：津坂匡章
- 大和三郎（三男）：井上順之
- 大和四郎（四男）：渡辺篤史
- 大和家の祖父：東野英治郎
- 大和家の末娘：鶴間エリ
- 立花咲子：朝丘雪路 - 大和家の家政婦
- 山野福子：丘みつ子
- 青森倫子：紹瑛
- 河本浩：和田浩治
- マリ子：梶三和子 - 二郎の結婚相手
- 梅子：村瀬幸子
- 岡部信行：財津一郎 - クリーニング屋の息子

ゲスト
- 山本パン店の主人：志水辰一郎（第9話）
- 山本パン店の夫人：原ひさ子（第9話）
- 都家かつ江（第10話）
- 曽我廼家明蝶（第14話）
- 島田：大宮敏充（第16話、第17話）- 大工
- 島田春男：マイク眞木（第16話、第17話）- 島田の息子
- サヨ：武智豊子（第23話）

## スタッフ
- 脚本：佐々木守
- 演出：河野和平 他

## 主題歌
- 「宇宙へとびこめ」（歌：中山千夏）
  - 作詞：中山千夏／作曲・編曲：中村八大

## サブタイトル
1. 1971年4月3日 「サイタ サイタ…」
2. 1971年4月10日 「死ンデモラッパデ…」
3. 1971年4月17日 「猫ノクビニ鈴ヲ」
4. 1971年4月24日 「ヤナギニカエル」
5. 1971年5月1日 「デンデンムシムシ」
6. 1971年5月8日 「ムチと涙」
7. 1971年5月15日 「ダイナマイト・ドン」
8. 1971年5月22日 「駅前支店争奪戦」
9. 1971年5月29日 「俺の妻になってくれ!」
10. 1971年6月5日 「みなしごの子守唄」
11. 1971年6月12日 「おふくろはつらいよ!」
12. 1971年6月19日 「おばあちゃん台風」
13. 1971年6月26日 「プールでお見合い!」
14. 1971年7月3日 「おかしな父ちゃん」
15. 1971年7月10日 「花嫁はお手伝いさん」
16. 1971年7月17日 「危うし! 主婦の座」
17. 1971年7月24日 「母さんがゴマをするとき」
18. 1971年7月31日 「親のきもち子のきもち」
19. 1971年8月7日 「末っ子夫婦誕生」
20. 1971年8月14日 「かあさんの胸が痛むとき」
21. 1971年8月21日 「本日より新装開店」
22. 1971年8月28日 「見合い・妊娠・大騒動」
23. 1971年9月4日 「みていてくれよ! 母さん」
24. 1971年9月11日 「かわいい子には旅を…」
25. 1971年9月18日 「宇宙に飛びこめ!」

| 日本テレビ系 土曜グランド劇場 | 日本テレビ系 土曜グランド劇場 | 日本テレビ系 土曜グランド劇場 |
| 前番組                        | 番組名                        | 次番組                        |
| ----------------------------- | ----------------------------- | ----------------------------- |
| 2丁目3番地                    | 焼きたてのホカホカ            | 七つちがい                    |